# Дієцезія Осло (католицька)
Дієцезія Осло (лат. Dioecesis Osloensis) — дієцезія Римо-католицької церкви з осідком в місті Осло (Норвегія). У 2010 році налічувала 74368 вірних (2% від загальної кількості мешканців, що проживають на даній території). Дієцезію з 2005 року очолює єпископ Маркус Бернт Ейдсвіг.

## Територія
Територія дієцезії охоплює тринадцять фюльке південної Норвегії. Осідком єпископа є місто Осло, де знаходиться кафедральний собор святого Олафа.
Територія дієцезії поділяється на 23 парафії, що знаходяться в таких містах: Осло (святого Олафа і святого Галлварда), Арендал, Аскер і Берум, Ашим, Берген, Драммен, Фредрікстад, Галден, Гамар, Гауґесунн, Генефосс, Єссгейм, Конгсвінгер, Крістіансанн, Ларвік, Ліллегаммер, Ліллестрем, Мосс, Порсгрунн, Саннефіорд, Ставангер, Тенсберг, Валдрес.

## Історія
Дієцезія Осло була вперше заснована приблизно в 1070 році.
У 1104 році входить до митрополії Лунда.
У 1153 році входить до церковної провінції Нідароса, попередниці сучасної територіальної прелатури Тронхейма.
Останній католицький єпископ, Ганс Рев, у 1527 році приступив до протестантської реформи і, таким чином, католицька дієцезія Осло перестала існувати.
7 серпня 1868 року була заснована місія sui iuris Норвегії, яка виділилась з апостольського вікаріату Швеції (нині — дієцезія Стокгольма).
17 серпня 1869 року Папа Римський Пій IX своїм бреве Ecclesiae universae підніс місію sui iuris Норвегії до рангу апостольської префектури, а 11 березня 1892 року апостольська префектура була піднесена до рангу апостольського вікаріату.
1 червня 1913 року апостольський вікаріат Норвегії був перейменований в апостольський вікаріат Норвегії та Шпіцбергена. 15 грудня 1925 року йому повернуто колишню назву — апостольський вікаріат Норвегії.
7 і 8 квітня 1931 року апостольський вікаріат Норвегії поступився частиною своєї території на користь нових місій sui iuris в Тронхеймі і Тромсе (сьогодні — територіальна прелатура Тронхейма і територіальна прелатура Тромсе). 10 квітня 1931 року апостольський вікаріат Норвегії був перейменований в апостольський вікаріат Осло.
29 червня 1953 року папа Пій XII видав буллу Faustum profecto, якою надав апостольському вікаріатові Осло ранг дієцезії.

## Список католицьких єпископів Осло після Реформації
- єпископ Бернард Бернард (5.04.1869 — 1887)
- єпископ Йоганнес Улаф Фаллісе (6.02.1887 — 21.06.1922)
- єпископ Йоганнес Улоф Сміт (11.04.1922 — 11.10.1928)
- єпископ Улаф Оффердал (12.03.1930 — 7.10.1930)
- єпископ Жак Манжер (12.07.1932 — 25.11.1964)
- єпископ Йон Віллем Ніколайсен Гран (25.11.1964 — 26.11.1983)
- єпископ Ґергард Швенцер (26.11.1983 — 29.07.2005)
- єпископ Маркус Бернт Ейдсвіг (29.07.2005 — досі)